# Rindal
Rindal es un municipio situado en la provincia de Trøndelag, Noruega. Tiene una población estimada, a inicios de 2023, de 1957 habitantes.
Está ubicado en la parte noroccidental del sur del país, cerca de la costa del mar de Noruega.